# El baile del vampiro
El Baile del Vampiro es una miniserie de cómics compuesta por 4 números, escrita y dibujada por el autor albacetense Sergio Bleda. Fue publicada por Planeta-Deagostini Comics en 1997 en su Línea Laberinto. El autor continuó la miniserie con 2 nuevos números autoeditados, REDES/La Primera vez y Ruina Montium.
En 2008 fue reeditado por Aleta Ediciones y en 2023 se publicó la edición 25 aniversario, editada por Dawn Entertainment en colaboración con Sergio Bleda Autogestión Editorial.

## Trayectoria editorial
En el año 1999 se publicó El Baile del Vampiro: Inés 1994, un cómic basado en uno de los personajes principales de la serie y que está ambientado unos años antes de la serie original.
En el año 2002 la editorial "Proyectos Editoriales Crom" publicó una reedición en un tomo titulada El Baile del Vampiro: Compendio sin tener los derechos, por lo que esta edición fue retirada de la venta.
En el año 2008 Aleta Ediciones publicó una edición de décimo aniversario de 188 páginas, recopilando todos los cómics de El Baile del Vampiro, así como varios extras y con una nueva portada.
En agosto del año 2009 apareció la edición norteamericana, publicada por Dark Horse Books, empresa subsidiaria de Dark Horse Comics, Inc., recopilando todos los cómics originales de El Baile del Vampiro y el especial El Baile del Vampiro: Inés 1994.
En el año 2020 vuelven los vampiros en El Baile del Vampiro: REDES/La Primera Vez de la mano de Sergio Bleda Autogestión Editorial, que sale a luz gracias a una campaña de micromecenazgo.
En 2021 junto a Francisco Ruizge como guionista llega Ruina Montium. Este número está también editado por Sergio Bleda Autogestión Editorial gracias al micromecenazgo.
En 2023 se publica El Baile del Vampiro: Edición Especial 25 Aniversario. Coeditada entre Dawn Entertainment y Sergio Bleda Autogestión Editorial.

## Sinopsis
Jacob es un vampiro prusiano de más de doscientos cincuenta años que durante la década de 1990 se encuentra en la ciudad de Barcelona. En los últimos tiempos se ha encaprichado de una mortal, Naomi, a la que vigila de la distancia, pero cuando un grupo neonazi la ataca, interviene para salvarla.
Inés es una joven vampiresa que se encuentra con Ana, otra vampiresa recién convertida y confusa en su nuevo estado, a la que comienza a guiar en su existencia inmortal.
Lo que nadie sabe es que su destino ha sido manipulado por El Vampiro Blanco, un maestro de la intriga que desea controlar el poder oculto que se encuentra dentro de Ana.